# Лідчепінг
Лідчепінг (швед. Lidköping — місто в Швеції, адміністративний центр комуни Лідчепінг лену Вестра-Геталанд. Чисельність населення — 25 169 осіб (2008). Статус міста отримав 21 липня 1446 року.
Розташований в 290 кілометрах на північний захід від Стокгольму і в 110 кілометрах на північний схід від Гетеборга, недалеко від південного берега озера Венерн, і тому іноді називається «Лідчепінг біля Венерна».
Місто поділено на дві частини річкою Ліда, що протікає через його центр і впадає недалеко від нього в Венерн. Права (східна) частина міста називається «старим містом», ліва — «новим містом».

## Транспорт
У місті є залізничний вокзал, пристань і аеропорт.

## Спорт
У місті розташований стадіон «Лідчепінгс Ісстадіон».